# Копаев, Григорий Иванович
Григо́рий Ива́нович Копаев (24 декабря 1916, Сестрёнка, Тамбовская губерния — 15 августа 1988, Ленинград) — участник Великой Отечественной войны, штурман 59-го гвардейского штурмового авиационного полка (2-я гвардейская штурмовая авиационная дивизия, 16-я Воздушная армия, Центральный фронт, 1-й Белорусский фронт), гвардии майор. Герой Советского Союза (1944).

## Биография
Григорий Копаев родился 24 декабря 1916 года в селе Сестрёнка Козловского уезда Тамбовской губернии в семье железнодорожника.
Жил и учился в Белой Калитве. Окончил 7 классов средней школы и рабфак в Новочеркасске (Ростовская область). Работал телеграфистом.
В 1935 году Григорий Копаев был призван в ряды Красной Армии. В 1938 году окончил Сталинградскую военную авиационную школу лётчиков, работал лётчиком-инструктором. С ноября 1941 года воевал на фронтах Великой Отечественной войны.
К октябрю 1943 года штурман 59-го гвардейского штурмового авиационного полка гвардии майор Григорий Копаев совершил 230 боевых вылетов на штурмовку укреплений, скоплений живой силы и техники противника, уничтожив при этом 70 танков, 14 самолётов на аэродромах и 3 — в воздушных боях.
После освобождения Белокалитвинского района от немецких войск его жители, узнав о бесстрашии лётчика-земляка, собрали деньги на постройку самолёта для Героя и написали письмо в адрес Верховного Главнокомандующего с просьбой передать этот самолёт лично майору Копаеву. Построенный штурмовик с надписью «Белокалитвинский призывник» был вручён на полевом аэродроме. Последний бой на нём Копаев провёл в небе над Берлином.
6 января 1945 г. в газете «Правда» была опубликована заметка, согласно которой при возвращении с боевого задания Григорий Копаев обнаружил и уничтожил группу немецких танков, вклинившуюся в советские боевые порядки.
После окончания войны Г. И. Копаев продолжал служить в ВВС СССР. В 1949 году окончил Военно-Воздушную академию.
В 1961 года гвардии полковник Копаев был уволен в запас. Жил в Ленинграде. Работал преподавателем в Академии гражданской авиации.
Умер 15 августа 1988 года.

## Награды
- Указом Президиума Верховного Совета СССР от 13 апреля 1944 года удостоен звания Героя Советского Союза с вручением ордена Ленина и медали «Золотая Звезда» (№ 3390)[4].
- Награждён ещё одним орденом Ленина, тремя орденами Красного Знамени, двумя орденами Отечественной войны 1-й степени, орденом Красной Звезды и медалями.

## Память
- В г. Белая Калитва есть улица имени Копаева, где он вырос. В городском музее хранятся реликвии военных лет, связанные с Героем.
- В Белой Калитве была установлена мемориальная доска: «В этой школе учились в 1915—1917 гг. дважды Герой Советского Союза генерал-майор Фесин Иван Иванович; в 1930—1932 гг. — Герой Советского Союза полковник Копаев Григорий Иванович; в 1929—1939 гг. — Герой Советского Союза лейтенант Петров Роман Ильич; в 1937—1939 гг. — Герой Советского Союза сержант-разведчик Романов Иван Петрович»[5].

## Семья
Отец — Иван Егорович Копаев, потомственный железнодорожник, погиб во время Великой Отечественной войны в Белой Калитве. Старший брат — Михаил, штурмовал рейхстаг в Берлине, командуя батальоном. Младшая сестра — Елена, была на фронте санинструктором. Оба вернулись с войны домой.